# Het verhaal van het Midherfstfeest

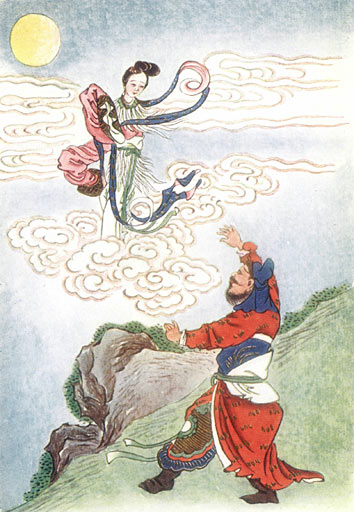
Chang E (de maangodin) vliegt naar de maan

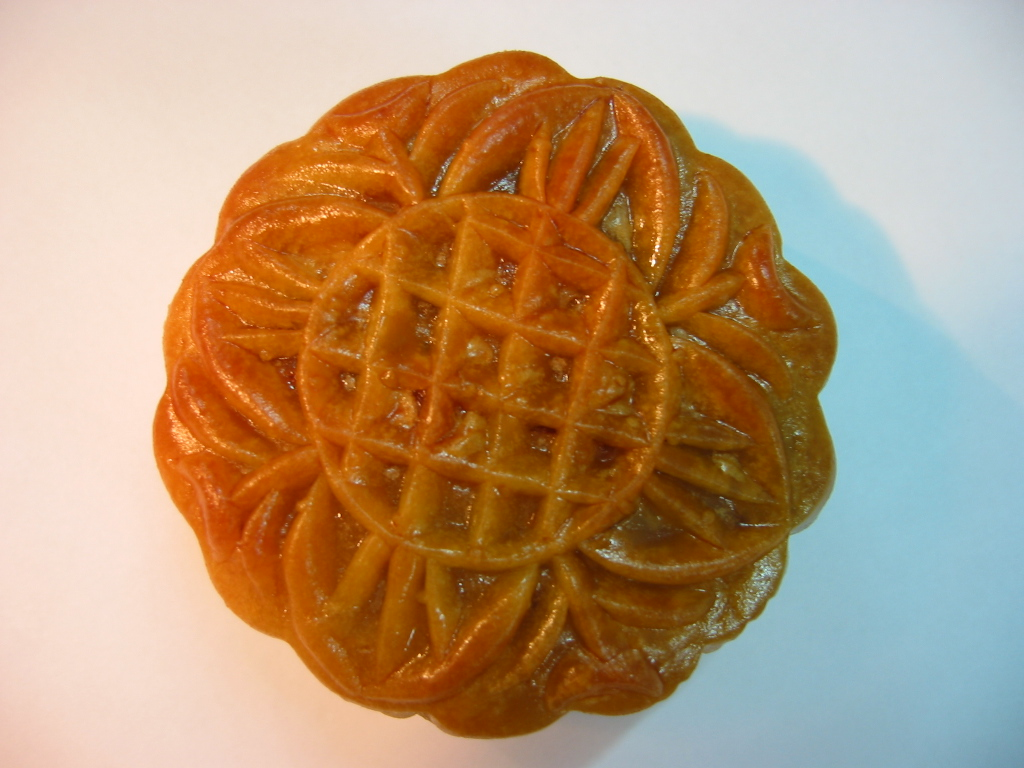
Maancake

Het verhaal van het Midherfstfeest is een volksverhaal uit China.

## Het verhaal
In het verre verleden stonden tien zonnen aan de hemel, de aarde raakte verschroeid en de mensen dreigen te sterven. De held Yi kan een boog van tienduizend pond spannen en hij mikt en schiet negen zonnen neer. De laatste zon bekent schuld en smeekt om genade. Yi onderdrukt zijn woede en bergt zijn boog weg, de zon krijgt de orders om 's ochtends op te komen en 's avonds onder te gaan en de mensen tot zegen te zijn. 

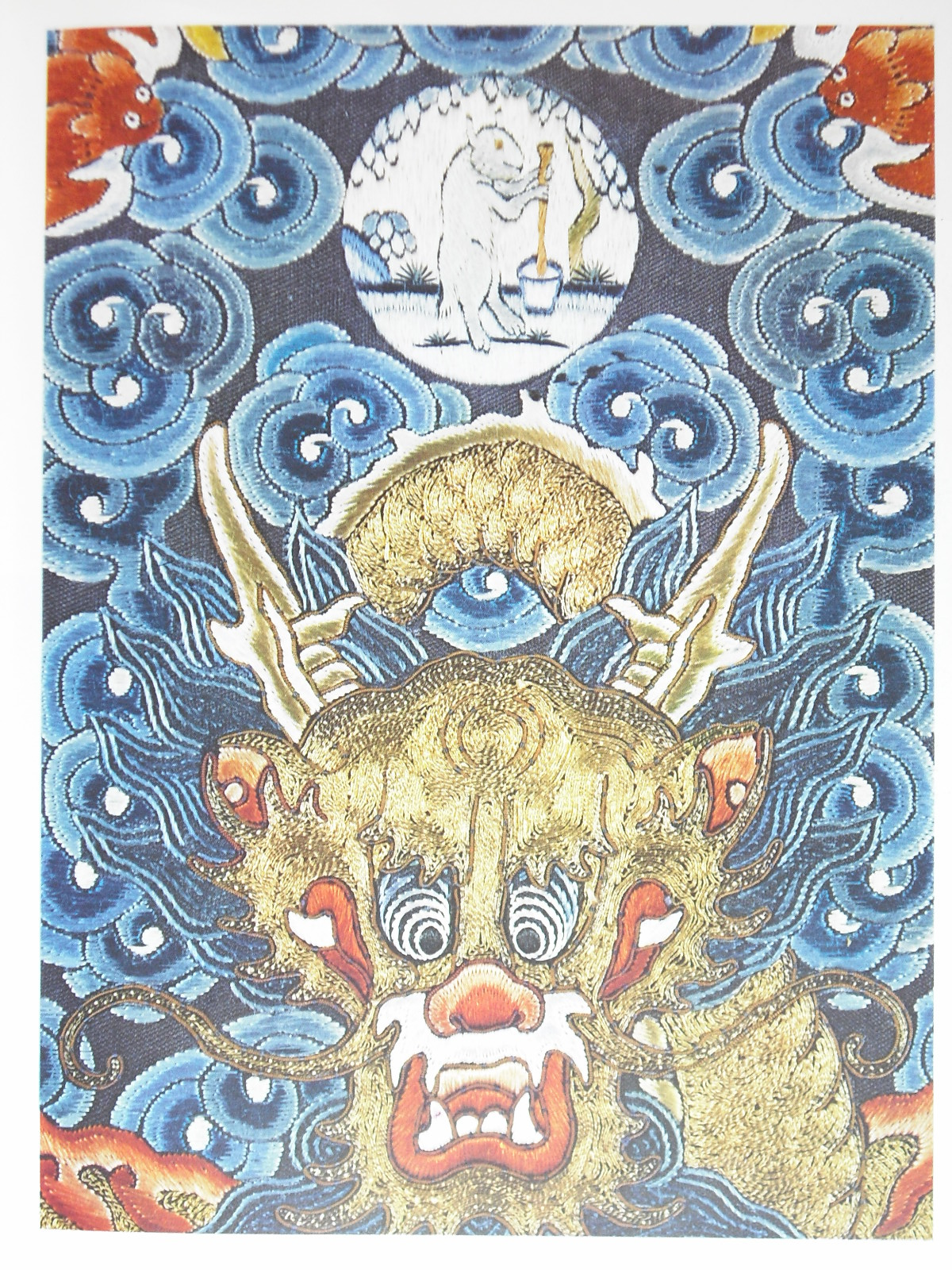
Het witte konijn maakt het onsterfelijkheidsmedicijn, 18e eeuw

Iedereen is vol achting voor Yi en hij trouwt later met Chang E. Ze kan zingen en dansen en is erg mooi, er is sprake van wederzijdse liefde. Chang E geeft van de geschoten dieren altijd een deel aan de buren en Yi wordt geprezen om zijn goede vrouw. Op een dag ontmoet Yi een priester en deze is vol bewondering voor de goddelijke macht. Hij geeft Yi een onsterfelijkheidsmedicijn als beloning voor wat hij heeft gedaan. Als Yi dit eet, zal hij als onsterfelijke ten hemel varen. 
Thuisgekomen geeft Yi het middel aan Chang E en zegt haar het op te bergen. Er zijn mensen bij Yi in de leer, Peng Meng is een daar van. Hij lijkt eerlijk en trouw, maar is vals en gemeen. Hij hoort van het onsterfelijkheidsmedicijn en wil het stelen om het zelf te eten. Op de vijftiende dag van de Achtste Maand van dat jaar was Yi met zijn leerlingen op jacht gegaan. 
's Avonds sluipt Peng Meng weg en probeert Chang E te verleiden. Met geweld probeert hij het onsterfelijkheidsmedicijn te pakken en Chang E vraagt zich af of ze zelfmoord moet plegen. In dat geval zou Peng Meng het medicijn in handen krijgen, dus ze slikt het zelf in. In een oogwenk vliegt ze door het raam naar buiten en komt in het Maanpaleis. Yi komt thuis en stormt naar buiten, hij ziet de maan aan de hemel en wordt erg verdrietig. 
De buren zeggen Yi geduldig te wachten en het volgende jaar breekt de avond van de vijftiende dag van de Achtste Maand weer aan. Yi en zijn buren nemen ronde vruchten en maken ronde koeken, die ze op de binnenplaats uitstallen om Chang E te tonen dat ze een hereniging wensen. Zo wachten ze elk jaar, maar Chang E komt niet terug. Het wordt wel een gewoonte tijdens het Midherfstfeest.

## Achtergronden
- Bij de Chinese kalender begint een nieuwe maand op de dag van een astrologische nieuwe maan. De vijftiende dag is dus volle maan.